# FIM Superstock 1000 Cup
FIM Superstock 1000 Cup je bilo natjecanje u cestovnom motociklizmu, te se održavalo od 2005. do 2016. godine u okviru utrka svjetskog Superbike prvenstva. 

## Staze
Utrke za FIM Superstock 1000 Cup su se pretežno održavale na europskim rundama svjetskog Superbike prvenstva.
| - Brno - Magny-Cours - Imola (Enzo e Dino Ferrari) - Misano Adriatico (Marco Simoncelli) - Monza - Vallelunga - TT Circuit Assen - Lausitzring (Eurospeedway) | - Nürburgring - Algarve (Portimão) - Jerez - MotorLand Aragón - Valencia (Ricardo Tormo) - Brands Hatch - Donington Park - Silverstone |

 staze FIM Superstock 1000 Cup od 2005. do 2016. 

## Sustav bodovanja
Vozači po ostvarenoj poziciji dobivaju sljedeće bodove:
| sezone        | utrke | pozicija u utrci | 1. | 2. | 3. | 4. | 5. | 6. | 7. | 8. | 9. | 10. | 11. | 12. | 13. | 14. | 15. |
| 2014. – 2016. | utrka | bodovi           | 25 | 20 | 16 | 13 | 11 | 10 | 9  | 8  | 7  | 6   | 5   | 4   | 3   | 2   | 1   |

U prvenstvu za proizvođače, bodove dobiva samo najbolje plasirani motocikl proizvođača, i to za poziciju koju je ostvario 

## Svjetski prvaci
Za prvenstva vožena kao "Europsko prvenstvo" (sezone 1999. – 2004., 2017. – 2018.) vidjeti Europska prvenstva u motociklizmu – Superstock 1000. 

### Prvenstvo za vozače
Poredak prva tri vozača u prvenstvu. 
| Sezona | Prvak                | Motor   | Drugoplasirani    | Motor    | Trećeplasirani    | Motor     | utrka  | izvori                                   |
| --- | -------------------- | ------- | ----------------- | -------- | ----------------- | --------- | ------ | ---------------------------------------- |
| 2005. | Didier Van Keymeulen | Yamaha  | Kenan Sofuoğlu    | Yamaha   | Craig Coxhell     | Suzuki    | 10     | [ 1 ] [ 2 ] [ 3 ] [ 4 ] [ 5 ] [ 6 ]      |
| 2006. | Alessandro Polita    | Suzuki  | Claudio Corti     | Yamaha   | Luca Scassa       | MV Agusta | 10     | [ 1 ] [ 7 ] [ 8 ] [ 9 ] [ 10 ] [ 11 ]    |
| 2007. | Niccolò Canepa       | Ducati  | Claudio Corti     | Yamaha   | Matteo Baiocco    | Yamaha    | 11     | [ 1 ] [ 12 ] [ 13 ] [ 14 ] [ 15 ] [ 16 ] |
| 2008. | Brendan Roberts      | Ducati  | Maxime Berger     | Honda    | Alessandro Polita | Ducati    | 10     | [ 1 ] [ 17 ] [ 18 ] [ 19 ] [ 20 ] [ 21 ] |
| 2009. | Xavier Siméon        | Ducati  | Claudio Corti     | Suzuki   | Maxime Berger     | Honda     | 10     | [ 1 ] [ 22 ] [ 23 ] [ 24 ] [ 25 ] [ 26 ] |
| 2010. | Ayrton Badovini      | BMW     | Maxime Berger     | Honda    | Michele Magnoni   | Honda     | 10     | [ 1 ] [ 27 ] [ 28 ] [ 29 ] [ 30 ]        |
| 2011. | Davide Giugliano     | Ducati  | Danilo Petrucci   | Ducati   | Lorenzo Zanetti   | BMW       | 10     | [ 1 ] [ 31 ] [ 32 ] [ 33 ]               |
| 2012. | Sylvain Barrier      | BMW     | Eddi La Marra     | Ducati   | Jérémy Guarnoni   | Kawasaki  | 10     | [ 1 ] [ 34 ] [ 35 ] [ 36 ]               |
| 2013. | Sylvain Barrier      | BMW     | Niccolò Canepa    | Ducati   | Jérémy Guarnoni   | Kawasaki  | 9 / 10 | [ 1 ] [ 37 ] [ 38 ] [ 39 ]               |
| 2014. | Leandro Mercado      | Ducati  | Lorenzo Savadori  | Kawasaki | Matthieu Lussiana | Kawasaki  | 7      | [ 1 ] [ 40 ] [ 41 ] [ 42 ]               |
| 2015. | Lorenzo Savadori     | Aprilia | Roberto Tamburini | BMW      | Raffaele De Rosa  | Ducati    | 8      | [ 1 ] [ 43 ] [ 44 ] [ 45 ]               |
| 2016. | Raffaele De Rosa     | BMW     | Leandro Mercado   | Ducati   | Kevin Calia       | Aprilia   | 8      | [ 1 ] [ 46 ] [ 47 ]                      |
| x / y – (trkačih vikenda / broj utrka) – ukoliko se vozi dvije ili više utrka po pojedinom trkačem vikendu / događaju |                      |         |                   |          |                   |           |        |                                          |

### Prvenstvo za konstruktore
Poredak prva tri proizvođača (konstruktora) u prvenstvu. 
| Sezona | Prvak    | Drugoplasirani | Trećeplasirani | izvori                      |
| ------ | -------- | -------------- | -------------- | --------------------------- |
| 2005.  | Yamaha   | Suzuki         | MV Agusta      | [ 48 ] [ 49 ] [ 5 ] [ 6 ]   |
| 2006.  | Suzuki   | MV Agusta      | Yamaha         | [ 50 ] [ 51 ] [ 10 ] [ 11 ] |
| 2007.  | Yamaha   | Suzuki         | Ducati         | [ 52 ] [ 53 ] [ 15 ] [ 16 ] |
| 2008.  | Ducati   | Honda          | Suzuki         | [ 54 ] [ 55 ] [ 20 ] [ 21 ] |
| 2009.  | Ducati   | Honda          | Suzuki         | [ 56 ] [ 57 ] [ 25 ] [ 26 ] |
| 2010.  | BMW      | Honda          | Suzuki         | [ 58 ] [ 59 ] [ 30 ]        |
| 2011.  | Ducati   | BMW            | Kawasaki       | [ 60 ] [ 61 ] [ 33 ]        |
| 2012.  | Kawasaki | BMW            | Ducati         | [ 62 ] [ 63 ] [ 36 ]        |
| 2013.  | BMW      | Kawasaki       | Ducati         | [ 64 ] [ 65 ] [ 39 ]        |
| 2014.  | Kawasaki | Ducati         | Honda          | [ 66 ] [ 67 ] [ 42 ]        |
| 2015.  | Aprilia  | BMW            | Ducati         | [ 68 ] [ 69 ] [ 45 ]        |
| 2016.  | Ducati   | BMW            | Yamaha         | [ 70 ] [ 47 ]               |

Konstruktori po uspješnosti
| proizvođač | prvi | drugi | treći | ukupno |
| ---------- | ---- | ----- | ----- | ------ |
| Ducati     | 4    | 1     | 4     | 9      |
| BMW        | 2    | 4     |       | 6      |
| Kawasaki   | 2    | 1     | 1     | 4      |
| Yamaha     | 2    |       | 2     | 4      |
| Suzuki     | 1    | 2     | 3     | 6      |
| Aprilia    | 1    |       |       | 1      |
| Honda      |      | 3     | 1     | 4      |
| MV Agusta  |      | 1     | 1     | 2      |

 zaključno sa sezonom 2016. 

## Vanjske poveznice
- (engl.) worldsbk.com
- (engl.) worldsbk.com, News / STK1000
- (engl.) motorsport-archive.com, FIM Superstock 1000 Cup :: Overview, wayback arhiva
- (fr.) racingmemo.free.fr, SUPERBIKES et SUPERSPORTS
- (njem.) motorrad-autogrammkarten.de, SBK Superbike & Supersport Weltmeisterschaft, wayback arhiva